# Elsődleges áltökéletes számok

Az 1 = 1/2 + 1/3 + 1/11 + 1/23 + 1/31 + 1/(2×3×11×23×31) egyenlőség demonstrációja. Az ábrából következik, hogy a szorzat, 47058 elsődleges áltökéletes

A matematika, azon belül a számelmélet területén N pozitív egész szám elsődleges áltökéletes szám (primary pseudoperfect number), ha kielégíti a következő egyiptomi törtes egyenlőséget:
{\displaystyle \sum _{p|N}{\frac {1}{p}}+{\frac {1}{N}}=1,}
ahol az összegzés N prímosztóin megy végig. Az egyenletet beszorozva N-nel a következő ekvivalens állítást kapjuk:
{\displaystyle \sum _{p|N}{\frac {N}{p}}+1=N.}
A kivételes 2 elsődleges áltökéletes számtól eltekintve az előbbi kifejezés N-et felírja (nem feltétlenül az összes) különböző osztóinak összegeként; épp ezért a kettőn kívül az összes ilyen szám áltökéletes.
Az elsődleges áltökéletes számokat elsőként Butske, Jaje és Mayernik vizsgálta (2000). Az első néhány elsődleges áltökéletes szám:
2, 6, 42, 1806, 47058, 2214502422, 52495396602... (A054377 sorozat az OEIS-ben).
A sorozat első négy tagja épp eggyel kevesebb a Sylvester-sorozat megfelelő tagjánál, de a későbbi tagoknál már nem áll fenn ez a megfeleltetés. Nem tudni, hogy létezik-e végtelen sok elsődleges áltökéletes szám, ahogy a páratlan elsődleges áltökéletes számok létezéséről sincs biztos információ.
Az elsődleges áltökéletes számok prímtényezői megoldást jelenthetnek a Znám-probléma eseteire, ahol a megoldáshalmaz minden eleme prím. Például a 47058 elsődleges áltökéletes szám prímtényezői a Znám-probléma {2,3,11,23,31} megoldáshalmazát adják. Mindenesetre a kisebb elsődleges áltökéletes számok közül a 2, 6, 42 és 1806 nem szolgáltatnak ilyen módon megoldást a Znám-problémára, mivel prímtényezőikre nem teljesül a Znám-probléma azon követelménye, hogy a halmaz egyik eleme sem lehet egyenlő az összes többi elem szorzata plusz 1-gyel. Anne (1998) megfigyelése szerint a k darab prímszámból álló ilyen megoldáshalmazokból pontosan egy létezik k ≤ 8 esetre, sejtése szerint ez nagyobb k értékekre is igaz.
Ha egy N elsődleges áltökéletes szám eggyel kisebb egy prímszámnál, akkor N×(N+1) is elsődleges áltökéletes szám. Például a 47058 elsődleges áltökéletes szám, 47059 pedig prímszám, ezért 47058 × 47059 = 2214502422 szintén elsődleges áltökéletes szám.